# LibreWolf
 (août 2024).
La mise en forme du texte ne suit pas les recommandations de Wikipédia : il faut le « wikifier ».
Les points d'amélioration suivants sont les cas les plus fréquents. Le détail des points à revoir est peut-être précisé sur la page de discussion.
- Les titres sont pré-formatés par le logiciel. Ils ne sont ni en capitales, ni en gras.
- Le texte ne doit pas être écrit en capitales (les noms de famille non plus), ni en gras, ni en italique, ni en « petit »…
- Le gras n'est utilisé que pour surligner le titre de l'article dans l'introduction, une seule fois.
- L'italique est rarement utilisé : mots en langue étrangère, titres d'œuvres, noms de bateaux, etc.
- Les citations ne sont pas en italique mais en corps de texte normal. Elles sont entourées par des guillemets français : « et ».
- Les listes à puces sont à éviter, des paragraphes rédigés étant largement préférés. Les tableaux sont à réserver à la présentation de données structurées (résultats, etc.).
- Les appels de note de bas de page (petits chiffres en exposant, introduits par l'outil «  Source ») sont à placer entre la fin de phrase et le point final[comme ça].
- Les liens internes (vers d'autres articles de Wikipédia) sont à choisir avec parcimonie. Créez des liens vers des articles approfondissant le sujet. Les termes génériques sans rapport avec le sujet sont à éviter, ainsi que les répétitions de liens vers un même terme.
- Les liens externes sont à placer uniquement dans une section « Liens externes », à la fin de l'article. Ces liens sont à choisir avec parcimonie suivant les règles définies. Si un lien sert de source à l'article, son insertion dans le texte est à faire par les notes de bas de page.
- La présentation des références doit suivre les conventions bibliographiques. Il est recommandé d'utiliser les modèles {{Ouvrage}}, {{Chapitre}}, {{Article}}, {{Lien web}} et/ou {{Bibliographie}}. Le mode d'édition visuel peut mettre en forme automatiquement les références.
- Insérer une infobox (cadre d'informations à droite) n'est pas obligatoire pour parachever la mise en page.

Pour une aide détaillée, merci de consulter Aide:Wikification.
Si vous pensez que ces points ont été résolus, vous pouvez retirer ce bandeau et améliorer la mise en forme d'un autre article.
LibreWolf est un fork gratuit et open source de Firefox, mettant l'accent sur la confidentialité et la sécurité,,. Il est sous licence MPL 2.0.

## Développement
LibreWolf a été initialement publié pour les systèmes d'exploitation Linux le 7 mars 2020. L'objectif du projet LibreWolf était de créer une version de Firefox plus axée sur la confidentialité. Une version gérée par la communauté pour Windows a été publiée un an plus tard, avec un port macOS publié peu de temps après,. Il peut également être installé via une AppImage portable ou via le Microsoft Store et le gestionnaire de packages Windows,.

## Caractéristiques
LibreWolf inclut par défaut l'extension logicielle open-source uBlock Origin, pour bloquer les publicités. Par rapport à Firefox, certaines fonctionnalités comme Pocket sont également désactivées et la fonction de mise à jour automatique a été supprimée,,. LibreWolf n'a pas de raccourcis sponsorisés, de synchronisation cloud et supprime les cookies et l'historique lorsque la page du navigateur est fermée,,. LinuxSecurity a noté que LibreWolf peut ne pas être complètement compatible avec certains sites Web.
Selon le site Web PrivacyTests.org, LibreWolf, avec Brave Browser et Tor Browser, offrait la plus grande protection de la vie privée par rapport aux autres navigateurs web.

## Voir également
- Pale Moon
- Gecko (moteur de rendu)
- Waterfox